# Enrique Epalza y Chafreau
Enrique Epalza y Chafreau fou un arquitecte de Bilbao. En 1896 és nomenat arquitecte municipal, en substitució d'Edesio de Garamendi, quan es va posar malalt, càrrec que va ostentar fins a 1903. Sent arquitecte municipal, entre 1899 i 1900 va redactar el Primer Projecte d'Ampliació de l'Eixample, que va ser rebutjat.

## Obres destacades
- Cementiri de Vista Alegre, Derio (1896-1899) - amb Edesio de Garamendi
- Hospital de Basurto (1898-1908)[3]
- La Ceres (fàbrica de farines) (1899-1900) - amb l'enginyer Ramón Grotta[4] (encara que hi ha discrepància sobre aquest tema, ja que altres fonts citen Federico de Ugalde[5])
- c/ Hurtado de Amézaga, 13 (1902)
- c/ Uribitarte, 3 (edifici d'habitatges, avui seu del Col·legi d'Advocats de Biscaia (1904)
- Edifici del Banco de Bilbao